# Cessna Citation Mustang
Cessna Citation Mustang, tudi Model 510 je lahek (VLJ) dvomotorni reaktivec ameriškega podjetja Cessna Aircraft Company. Letalo sestavljajo v 
kraju Independence, Kansas, ZDA od leta 2005 naprej. Mustang ima štiri sedeže v kabini in dva v kokpitu. Kot večina drugih lahkih reaktivcev, lahko tudi Mustang operira samo en pilot.Je eden izmed najuspešnejših VLJ reaktivcev z več kot 425 izdelanimi.
Model 510 Mustang je prvič poletel 18. aprila 2005.Prvo letalo so dostavili 23. novembra 2006, isti dan je dobila tudi potrebno FAA certifikacijo.
Mustang ima nizko krilo z majhnim naklonom. T-rep in uvllačljivo pristajalno podvozje tipa tricikel. Glavna vrata so na sprednjem levem delu trupa, v primeru nevarnosti je na voljo izhod v sili na desni strani. Trup je večinoma zgrajen iz aluminijevih zlitin.
Poganja ga dva majhna turboventilatorksa motorja Pratt & Whitney Canada PW615F nameščena na repu.

## Tehnične specifikacije
- Posadka: 1 ali 2
- Kapaciteta: 4 do 5 potnikov
- Dolžina: 40 fr 7 in (12,37 m)
- Razpon kril: 43 ft 2 in (13,16 m)
- Višina: 13 ft 5 in (4,09 m)
- Prazna teža: 5560 lb (2522 kg)
- Naložena teža: 8730 lb (3960 kg)
- Uporaben tovor: 3170 lb (1442 kg)
- Maks. vzletna teža: 8645 lb (3930 kg)
- Motorji: 2 × Pratt & Whitney Canada PW615F turbofana, potisk 1460 lb (6,49 kN) vsak

- Maks. hitrost: Mach 0,63
- Potovalna hitrost: 340 kt (630 km/h)
- Dolet: 1167 nmi (pri navječji vzletni teži) (2161 km)
- Višina leta (servisna): 41000 ft (12500 m)
- Hitrost vzpenjanja: 3010 ft/min (917 m/min)
- Razmerje potisk/teža: 0,337 (pri maks. vzletni teži)
- Vzletna razdalja:  3 110 ft (948 m)
- Pristajalna razdalja: 2 380 ft (729 m)

- Avionika: Garmin G1000